# Bukedea
Bukedea  este un oraș  în  Uganda. Este reședinta  districtului Bukedea.